# Nandi Hills
Nandi Hills är en ort i Kenya.   Den ligger i länet Nandi, i den västra delen av landet, 240 km nordväst om huvudstaden Nairobi. Nandi Hills ligger 2 047 meter över havet och antalet invånare är 4 257.
Terrängen runt Nandi Hills är platt åt nordost, men åt sydväst är den kuperad. Runt Nandi Hills är det tätbefolkat, med 319 invånare per kvadratkilometer. Nandi Hills är det största samhället i trakten. I omgivningarna runt Nandi Hills växer huvudsakligen savannskog.